# Route européenne 29
Pour les articles homonymes, voir E29 et Route 29.
La route européenne 29 (E29) est une route reliant Cologne à Sarreguemines en passant par Luxembourg.

## Tracé

### Allemagne (Cologne - Luxembourg)
En Allemagne, la route européenne 29 emprunte les itinéraires suivants :
| (Auto)route | Tracé                              | Villes traversées | route européennes croisées |
| ----------- | ---------------------------------- | ----------------- | -------------------------- |
|             | Entre Cologne et Brühl             |                   | à Cologne                  |
|             | Entre Brühl et Weilerswist         |                   |                            |
|             | Entre Weilerswist et Blankeinheim  |                   |                            |
|             | Entre Blankeinheim et Prüm         |                   |                            |
|             | Entre Prüm et Bickendorf           |                   | Tronc commun               |
|             | Entre Bickendorf et Bitburg        |                   |                            |
|             | Entre Bitburg et Echternacherbrück |                   |                            |

### Luxembourg
Au Luxembourg, la route européenne 29 emprunte les itinéraires suivants :
| (Auto)route | Tracé                          | Villes traversées | route européennes croisées |
| ----------- | ------------------------------ | ----------------- | -------------------------- |
|             | Entre Echternach et Luxembourg |                   |                            |
|             | Luxembourg                     |                   | E421                       |
|             | Luxembourg                     |                   | Tronc commun               |
|             | Entre Luxembourg et Remich     |                   | Tronc commun               |

### Allemagne (Luxembourg - Sarrebruck)
En Allemagne, la route européenne 29 emprunte les itinéraires suivants :
| (Auto)route | Tracé                                 | Villes traversées | route européennes croisées |
| ----------- | ------------------------------------- | ----------------- | -------------------------- |
|             | Entre Remich et Perl                  |                   |                            |
|             | Perl                                  |                   |                            |
|             | Entre Perl et Sarrelouis              |                   |                            |
|             | Entre Sarrelouis et Sarrebruck        |                   | à Sarrebruck               |
|             | Entre Sarrebruck et Grosbliederstroff |                   |                            |

### France
En France, la route européenne 29 emprunte les itinéraires suivants :
| (Auto)route | Tracé                                    | Villes traversées | route européennes croisées |
| ----------- | ---------------------------------------- | ----------------- | -------------------------- |
| D 661       | Entre Grosbliederstroff et Sarreguemines |                   | à Sarreguemines            |

## Galerie

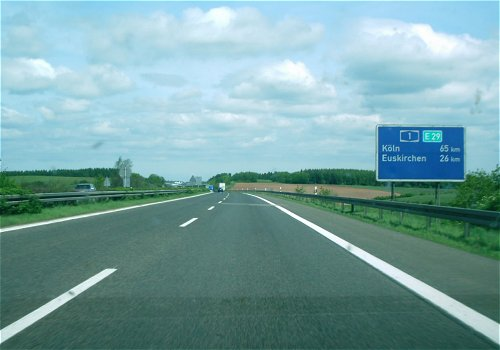
Route européenne 29 en Allemagne, entre Luxembourg et Cologne